# José Luis Azcona Hermoso
José Luis Azcona Hermoso (Pamplona, 28 marzo 1940 – Belém, 20 novembre 2024) è stato un vescovo cattolico e missionario spagnolo.

## Biografia
Nacque il 28 marzo 1940 a Pamplona, era figlio di Martín Azcona e di Esperanza Hermoso.

### Formazione e ministero sacerdotale
All'età di dieci anni entrò nel seminario minore di San Sebastián. Prese i voti semplici nel 1958 e i voti solenni nel 1961 come membro dell'ordine degli agostiniani recolletti.
Fu ordinato sacerdote il 21 dicembre 1963 dal vescovo Giovanni Canestri, nella basilica di San Giovanni in Laterano a Roma, in pieno Concilio Vaticano II.
Nel 1964 studiò teologia a Monachil (Granada) e conseguì il dottorato in teologia morale presso l'Istituto Alfonsiano dei padri Redentoristi di Roma.
Tra il 1966 e il 1970 fu cappellano di immigrati spagnoli in Germania. Per due volte fu provinciale della propria congregazione. Svolse poi il proprio ministero in Spagna, Germania e Colombia, per arrivare in Brasile nel 1985.

### Ministero episcopale
Il 16 febbraio 1987 fu nominato prelato di Marajó da Giovanni Paolo II. Ricevette la consacrazione episcopale il 5 aprile seguente a Belém, capitale del Pará, dall'arcivescovo Alberto Gaudêncio Ramos. Dal 12 aprile dello stesso anno, risiedette a Soure, nell'isola di Marajó (Pará).
Durante il suo episcopato denunciò il miserabile stato in cui viveva la popolazione della sua diocesi, alla foce del Rio delle Amazzoni, il degrado ambientale e lo sfruttamento eccessivo delle risorse boschive. Denunciò inoltre la prostituzione e il traffico di donne e bambini verso la Guyana francese e l'Europa. Per queste denunce fu minacciato di morte.
Il 1º giugno 2016 papa Francesco accolse la sua rinuncia per raggiunti limiti di età; gli succedette Evaristo Pascoal Spengler. Da quel momento conservò il titolo di prelato emerito di Marajó.
Nel 2023, dopo che  nel 2019 aveva criticato l'instrumentum laboris del sinodo dei vescovi per l'Amazzonia e le cerimonie in onore della Pachamama svoltesi nei Giardini Vaticani, la nunziatura apostolica in Brasile lo invitò a lasciare il territorio della prelatura nella quale risiedeva da un trentennio. Dopo numerose proteste popolari, la nunziatura ritirò il provvedimento.
Morì il 20 novembre 2024 a Belém all'età di 84 anni.

## Genealogia episcopale e successione apostolica
La genealogia episcopale è:
- Cardinale Scipione Rebiba
- Cardinale Giulio Antonio Santori
- Cardinale Girolamo Bernerio, O.P.
- Arcivescovo Galeazzo Sanvitale
- Cardinale Ludovico Ludovisi
- Cardinale Luigi Caetani
- Cardinale Ulderico Carpegna
- Cardinale Paluzzo Paluzzi Altieri degli Albertoni
- Papa Benedetto XIII
- Papa Benedetto XIV
- Cardinale Enrique Enríquez
- Arcivescovo Manuel Quintano Bonifaz
- Cardinale Buenaventura Córdoba Espinosa de la Cerda
- Cardinale Giuseppe Maria Doria Pamphilj
- Papa Pio VIII
- Papa Pio IX
- Cardinale Alessandro Franchi
- Cardinale Giovanni Simeoni
- Cardinale Antonio Agliardi
- Cardinale Basilio Pompilj
- Arcivescovo Joaquim Domingues de Oliveira
- Cardinale Jaime de Barros Câmara
- Arcivescovo Alberto Gaudêncio Ramos
- Vescovo José Luís Azcona Hermoso

La successione apostolica è:
- Vescovo Jesús María Cizaurre Berdonces, O.A.R. (2000)